# Büron
Büron (toponimo tedesco) è un comune svizzero di 2 714 abitanti del Canton Lucerna, nel distretto di Sursee.

## Geografia fisica
Büron si trova sul versante orientale della valle della Suhre.

## Storia
Il comune di Büron fu istituito nel 1803; nel 1844 dal suo territorio fu scorporata la località di Schlierbach, divenuta comune autonomo.

## Monumenti e luoghi d'interesse
- Chiesa parrocchiale cattolica dei Santi Gallo e Urbano, attestata dal 1275[3].

## Società

### Evoluzione demografica
L'evoluzione demografica è riportata nella seguente tabella:
Abitanti censiti

## Economia
L'economia locale si basa prevalentemente sul settore secondario.

## Infrastrutture e trasporti
Büron è servito dalla stazione di Büron-Bad Knutwil sulla ferrovia Sursee-Triengen, inaugurata nel 1912.